# Clarence Campbell
Clarence Sutherland Campbell, bivši predsednik lige NHL, * 9. julij 1905, Fleming, Saskatchewan, Kanada, † 24. junij 1984, Montréal, Kanada.

## Življenje

### Mladost in zgodnja kariera
Campbell se je rodil v Flemingu in obiskoval srednjo šolo Strathcona Collegiate Institute, ki je danes znana kot Old Scona Academic High School. Na univerzi Alberta je prejel diplomo iz prava leta 1924 in je bil Rhodesov štipendist na Univerzi Oxford, kjer je igral za univerzitetni hokejski klub. 
Campbell je delal kot sodnik v NHL od 1933 do 1939. Sodil je nekatere zgodovinsko pomembne tekme, npr. tisto leta 1937, ko se je končala kariera velikega Howieja Morenza, ker si je zlomil nogo, ta poškodba je naposled pripeljala do Morenzove smrti. Sodil je celo grobo tekmo končnice med Montreal Maroonsi in Boston Bruinsi, v kateri je šel Dit Clapper s palico nad igralca. Jezen s Clapperjevimi dejanji je Campbell Clapperja opsoval, čemur je sledil močan branilčev udarec, ki je Campbella zravnal na tla. Campbell se je po tekmi zavedal svoje provokativne geste in oddal le zelo prizanesljivo poročilo o incidentu, NHL predsednik Frank Calder je tako Clapperju naložil le denarno kazen. 
Na tekmi Toronto Maple Leafsov leta 1939 je Campbell dosodil sporno odločitev, ko je bil branilec Red Horner na tleh zaradi udarca s palico. Dosodil je namreč le dvominutno kazen, čeprav je Horner krvavel. Lastnik Leafsov Conn Smythe se je pritožil na ligo in zahteval konec Campbellove sodniške kariere, in liga se je strinjala. 

### Nenadejani naslednik
Calder se je odločil, da pusti Campbella delati v njegovi pisarni po koncu sodniške kariere, in postajalo je vse bolj očitno, da si predsednik lige pripravlja zamenjavo. Toda izbruhnila je druga svetovna vojna in Campbell se je vpisal v vojsko. Napredoval je do podpolkovnika in po vojni je postal Kraljičin svetovalec in bil eden od tožilcev na eni od številnih sodb vidnejšim nacistom, ki so jim sodili zaradi zločinov proti človečnosti. Sprejeto je bilo, da je Campbell sodeloval v Nürnberških procesih, kar pa je sam zanikal v članku v časniku Sports Illustrated v poznih 60. letih. 
Medtem je Calder umrl in zaradi Campbellove odsotnosti je liga za novega predsednika imenovala Reda Duttona. Toda Dutton ni želel te službe in je po Campbellovi vrnitvi v Kanado leta 1946 odstopil. Campbell je tako sprejel mesto predsednika. Vsekakor je bil usposobljen za položaj, predvsem zaradi svojih pravnih in hokejskih izkušenj. Ena izmed prvih potez, ki jih je povlekel, je bil izgon igralcev Billya Taylorja in Dona Gallingerja iz lige zaradi stavnih poslov leta 1949.

### Predsednik lige
Kot NHL predsednik je Campbell verjetno najbolj poznan po suspendiranju zvezdnika Montreal Canadiensov Maurica Richarda za preostale tri tekme rednega dela sezone 1954/55 in za vse tekme končnice. Suspenz je bil posledica Richardovega obnašanja, saj je 13. marca na tekmi proti Boston Bruinsom udaril stranskega sodnika Cliffa Thompsona (Thompson je predtem držal Richarda, da bi dovolil igralcu Bostona Halu Laycoeju, da udari Richarda). 17. marca je bil Campbell tako med spremljanjem tekme med Canadiensi in Detroit Red Wingsi v dvorani Montreal Forum predmet draženja in obmetavanja z najrazličnejšimi predmeti. Pobesneli Montrealovi navijači so namreč Campbella videli kot primer mestne angleško-kanadske elite, ki zatira francosko-kanadsko manjšino. Potem ko so navijači v dvorani vrgli solzivec, je Campbell dvorano zapustil, tekma je bila registrirana z zmago Red Wingsov in potrebna je bila evakuacija dvorane. Sledili so izgredi, v katerih je bilo aretiranih 60 ljudi, gmotne škode je bilo za 500.000 US$. Način, s katerim so Red Wingsi prišli do zmage, je moštvo preganjalo še mnogo let (več informacij je tukaj). 
Campbell se je uvrstil v Hokejski hram slavnih leta 1966. Odigral je ključno vlogo pri širitvi lige leta 1967, ki je število moštev podvojila. Ligo je obdržal pri življenju v 70. letih, ko je WHA vdirala in konkurirala NHL-u. Campbell je v svoji pisarni pogosto prebijal po 18 ur dnevno. 
Na začetku obdobja širitev lige v sezoni 1967/68 so se NHL klubi odločili izpostaviti dosežke predsednika tako, da so darovali pokal Clarence S. Campbell Bowl v njegov spomin. Ko je bila liga v sezoni 1974/75 preurejena v dve konferenci in štiri divizije, so Campbella počastili s tem, da so eno od dveh konferenc poimenovali po njem. Nadaljevali so s tem, da so prvaku konference Campbell podelili Campbell Bowl. Čeprav je bila Konferenca Campbell v sezoni 1993/94 preimenovana v Zahodno konferenco, se Campbell Bowl še danes podeljuje prvaku konference.

### Poznejše življenje
Leta 1976 so ga obtožili podkupovanja letalskega funkcionarja. Bil je obsojen, a je njegovo kazen plačala NHL, zaporne kazni pa ni odsedel zaradi svoje visoke starosti. Campbell je bil leta 1977, ko je odstopil s položaja predsednika NHL, že zelo načetega zdravja. Zadnja leta življenja je prebil s stalnimi respiratornimi zdravstvenimi težavami. Umrl je 24. junija 1984. 